# Ramesh Chandra Majumdar
Pour les articles homonymes, voir Majumdar.
Ramesh Chandra Majumdar (4 décembre 1888 - 18 février, 1980), mieux connu sous le nom de R.C. Majumdar, était un historien et professeur d'histoire de l'Inde,.
En 1921, il devient professeur à l'université de Dacca. En 1950, il est devenu recteur du Collège d'indologie, à la Benares Hindu University. Il a également enseigné à l'université de Chicago. Il était vice-président de la Commission internationale pour l'histoire de l'humanité de l'UNESCO. R.C. Majumdar était un admirateur de Swami Vivekananda et Ramakrishna.